# بازيليكا القديس سبريان
بازيليكا القديس سبريان (بالفرنسية: basilique de Saint-Cyprien)‏ هي كنيسة (بازيليكا) مسيحية كاثوليكية تقع في مدينة قرطاج من ولاية تونس.